# Vituskatedralen
Sankt Vitus-katedralen, officiellt namn Katedrála svatého Víta, Václava a Vojtěcha alltså Sankt Vitus, Sankt Wenceslas och Sankt Adalberts katedral, är en katedral i Prag, Tjeckien. Den är belägen inom Pragborgen och är Prags domkyrka och säte för Prags katolska ärkebiskop.
Fram till 1997 hette kyrkan även officiellt Vituskatedralen, efter Sankt Vitus, men för att hylla minnet av att det var tusen år sedan Tjeckiens skyddshelgon Vojtěch Adalbert av Prag dog ändrades namnet för att hylla även honom och Tjeckiens tredje skyddshelgon Wenzel av Böhmen. Det var Wencel av Böhmen som lät bygga den första kyrkan på platsen och han lät helga den till Sankt Vitus.
Katedralen är 124 meter lång, 60 meter bred och huvudtornet är 96,5 meter högt. De främre tornen är 82 meter höga och invändigt är katedralens största takhöjd 33 meter.

## Historik
Katedralen är den tredje kyrkan på samma plats och samtliga har varit helgade till Sankt Vitus ära. På 900-talet lät Wencel av Böhmen bygga den första kyrkan på platsen, en rundkyrka. Han hade fått reliker i form av en arm från helgonet av påven. Wencel av Böhmen begravdes senare själv i kyrkan.
Omkring 1060 lät Spytihnev II av Böhmen göra om kyrkan till en basilika med tre skepp och två torn.
Böhmens regent Johan den blinde inledde bygget av katedralen 1344 men det var Karl IV som satte sin prägel på bygget när han först övertog kronan efter sin far och sen blev tysk-romersk kejsare. När den första arkitekten, Matthias av Arras, dog 1356 tog den då drygt 20-årige Peter Parler över. Han och hans söner byggde östra delen och klocktornet i gotisk stil.
I samband med husitkrigen på 1400-talet avbröts byggandet och återupptogs inte till fullo förrän på slutet av 1800-talet efter att en förening för katedralens slutförande skapat finansiering och opinion. Avslutandet och renoveringen kunde invigas 1929 för att fira tusenårsminnet av Wenzel av Böhmens död.